# Anja Taschenberg
Anja Taschenberg (* 21. Juli 1981 in Ost-Berlin) ist eine deutsche Film- und Theaterschauspielerin.

## Leben
Anja Taschenberg wurde in Ost-Berlin geboren und wuchs im Stadtbezirk Pankow auf. Nach der Grundschule besuchte sie die Rosa-Luxemburg-Oberschule, an der sie 2001 ihr Abitur absolvierte. Im Alter von 18 Jahren sammelte sie erste Schauspielerfahrungen in Film- und Fernsehproduktionen. Von 2004 bis 2008 studierte sie Schauspiel an der Hochschule für Musik und Theater „Felix Mendelssohn Bartholdy“ Leipzig. Im Rahmen ihres Hauptstudiums wirkte sie von 2006 bis 2008 am Schauspielhaus Chemnitz unter Leitung der Schauspieldirektorin Katja Paryla in diversen Inszenierungen mit. Nach Abschluss ihres Studiums war sie für eine Spielzeit am Schauspielhaus Zürich engagiert und wechselte im Anschluss als festes Ensemblemitglied ans Theater Greifswald / Theater Stralsund. Seit 2011 ist Anja Taschenberg freischaffend tätig. Sie lebt in Berlin.

### Sonstiges
Anja Taschenberg erhielt im Alter von fünf Jahren ihren ersten Unterricht im Fach Violoncello und war von 1996 bis 2000 Schülerin von Michael Sanderling.

## Filmografie (Auswahl)
- 2001: Der Tunnel (Fernseh-Zweiteiler)
- 2001: Für alle Fälle Stefanie (TV-Serie)
- 2003: Kriegsreportage (Kurzfilm) – Regie: Juliane Engelmann
- 2004: Horch (Listen) – Regie: Giorgis Fotopoulos[7]
- 2004: In aller Freundschaft
- 2005: Dresden (Fernseh-Zweiteiler)
- 2006: SOKO Leipzig (Fernsehserie)
- 2010: Edelholz (Kurzfilm) – Regie: Max Conradt
- 2014: Twelve Theses – Regie: Stefan Asang
- 2014: Alles ist Liebe
- 2014: Öl – Die Wahrheit über den Untergang der DDR – Regie: Niki Stein
- 2015: Das Dorf der Mörder
- 2017: Letzte Spur Berlin (Fernsehserie)
- 2017–2019: Beck is back! (Fernsehserie)
- 2019: Tatort: Borowski und das Haus am Meer (Fernsehreihe)
- 2021: SOKO Leipzig (Fernsehserie)
- 2021: Tatort: Macht der Familie (Fernsehreihe)
- 2022: Inga Lindström: Schmetterlinge im Bauch (Fernsehreihe)
- 2023: SOKO Leipzig (Fernsehserie)
- 2024: SOKO Wismar (Fernsehserie)
- 2025: Marzahn Mon Amour (Fernsehserie) – Regie: Clara Zoë My-Linh von Arnim

## Theaterrollen (Auswahl)
- 2007: Luise in Kabale und Liebe von Friedrich Schiller – Regie: Katja Paryla (Schauspiel Chemnitz)
- 2007–2008: Linda Swan in Cash – und ewig rauschen die Gelder von Michael Cooney – Regie: Katja Paryla (Schauspiel Chemnitz)
- 2008: Jelina Iwanowna Popowa in Der Bär von Anton Tschechow – Regie: Anna Münzner (Schauspiel Chemnitz)
- 2009: Clara in Vor dem Ruhestand von Thomas Bernhard – Regie: Alfred Nicolaus (Theater Greifswald / Stralsund)
- 2009: Katharina in Der Widerspenstigen Zähmung von William Shakespeare – Regie: Matthias Nagatis (Ostseefestspiele 2009)
- 2009–2010: Amalia in Die Räuber von Friedrich Schiller – Regie: Matthias Nagatis (Theater Greifswald / Stralsund)
- 2010–2011: Die stumme Kattrin in Mutter Courage und ihre Kinder von Bertolt Brecht – Regie: Johanna Schall (Theater Greifswald / Stralsund)
- 2010–2011: Antigone in Antigone von Sophokles – Regie: Tobias Sosinka (Theater Greifswald / Stralsund)
- 2013: Ariel in Mittsommernachts-Sex-Komödie von Woody Allen – Regie: Christiane Wolff (Theatersommer Ludwigsburg)
- 2015: Erna in Kasimir und Karoline von Ödön von Horváth – Regie: Ron Zimmering (Deutsches Schauspielhaus Hamburg)

## Hörspiele und Features (Auswahl)
- 2007: Marco Polo (Hörspiel) – Regie: Carola Wiesner, Steve Wohlfahrt – ISBN 978-3-00-022884-1[8]
- 2017–2025: Die Fuchsbande (Hörspielserie – EUROPA Label) – Regie: Johanna Steiner[9], Julia Ostrowski
- 2019: Waringham-Saga – Der dunkle Thron von Rebecca Gablé (Hörspiel – audible original) – Regie: Josef Ulbig
- 2019: Das richtige Leben im falschen – Theodor W. Adorno im Praxistest (Feature – DLF) – Autor: Christoph Spittler – Regie: Philippe Bruehl[10]